# Организация Бёрда

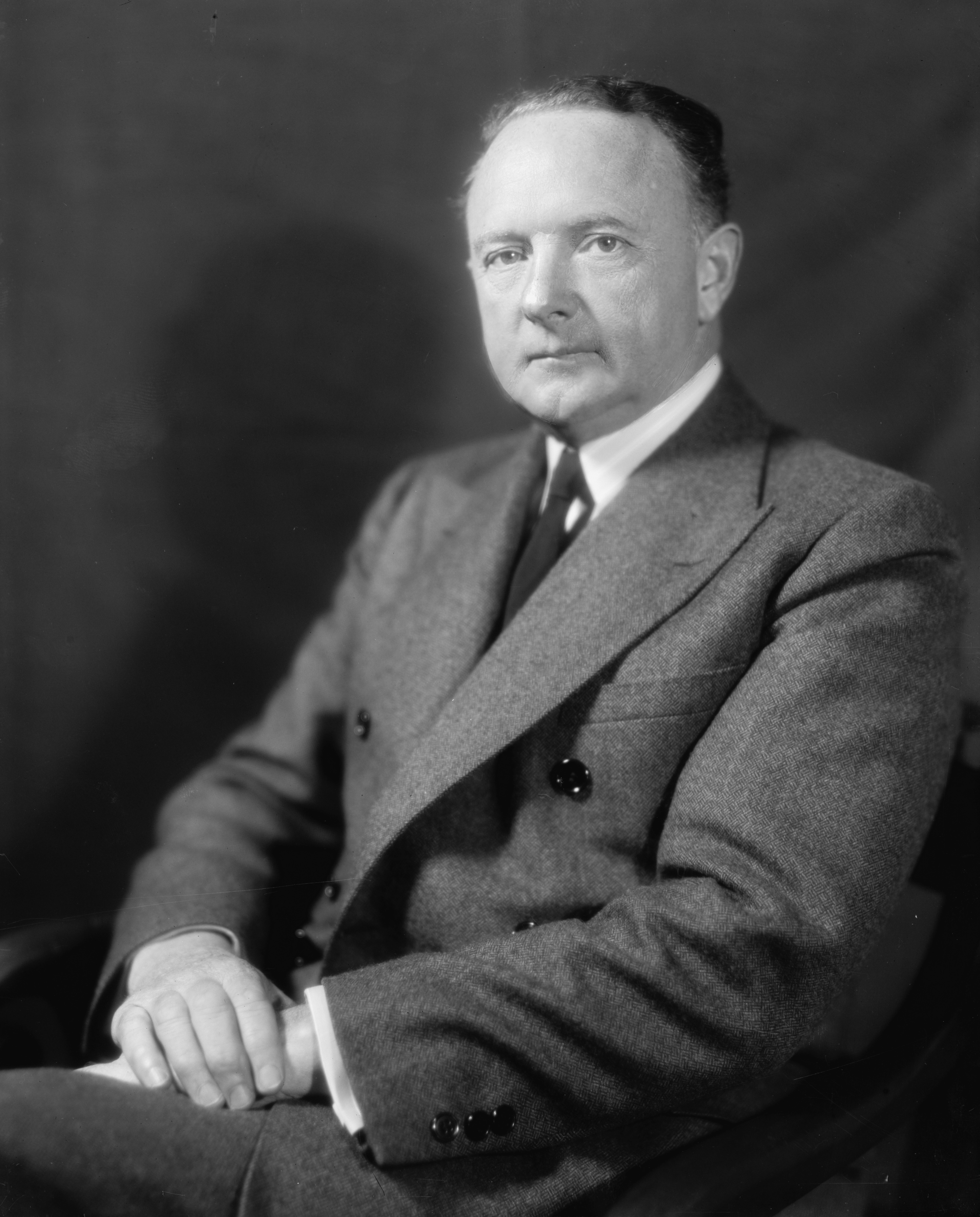
Гарри Бёрд-старший в 1930-х годах

«Организация Бёрда» (англ. Byrd Organization, другое название — «Машина Бёрда» — англ. Byrd Machine) — политическая машина, созданная и возглавляемая Бёрдами, династией издателей и политиков, которая доминировала в политике штата Виргиния на протяжении большей части XX века. С 1920-х годов до конца 1960-х годов «Организация Бёрда» эффективно контролировала политику штата через сеть судей и местных чиновников в большинстве округов штата.
«Организация Бёрда» имела наибольшую силу в сельской местности. Ей так и не удалось закрепиться в независимых городах Виргинии, которые не являлись частью округов, а также в формирующемся после Второй мировой войны виргинском пригородном среднем классе. Пика «Организация Бёрда» достигла в 1950-х годах, когда её лидер, экс-губернатор и сенатор США Гарри Бёрд-старший, развернул яростную борьбу против ликвидации расовой сегрегации, в частности, против расовой интеграции государственных школ штата, включая «массовое сопротивление». В конце концов, борьба против десегрегации школ провалилась в 1960 году после того, как суды штата и федеральные суды признали её неконституционной. Несмотря на поражение Организация ещё почти десять лет сохраняла свой контроль над штатом.
Когда сенатор из-за болезни подал в отставку в 1965 году, его заменил в Сенате сын, Гарри Бёрд-младший. Однако расцвет «Организации Бёрда» был явно в прошлом. С избранием в 1969 году губернатора-республиканца, впервые в XX веке, 80 лет господства консервативных демократов над политикой Виргинии закончились.

## Предыстория
После американской гражданской войны политика Виргинии была хаотичной. Первоначально бывшие конфедераты были лишены права голоса, в то время как к электорату присоединились новоиспечённые чернокожие избиратели. В конце 1870-х годов коалиция чернокожих, республиканцев и популистских демократов сформировала Партию Перестройки. «Перестройщики» стремились «сломить власть богатства и установившуюся привилегию» южной аристократии, которая контролировала политику Виргинии со времен колониальной эпохи, и содействовать общественному образованию. Партию возглавляли адвокат Харрисон Риддлбергер (1844—1890) из Вудстока и Уильям Махоун (1827—1895) из Питерсберга, бывший генерал Конфедерации, который был президентом нескольких железных дорог.
Власть «Перестройщики» потеряли в конце 1880-х годов, когда Джон Барбур-младший (1820—1892) возглавил первую политическую машину консерваторов-демократов в Виргинии. Придя к власти, консервативные демократы усилили свои позиции в 1902 году с помощью подушного налога, неуплата которого приводила к лишению права голоса, тем самым лишив избирательных прав чернокожих и бедных белых. После смерти Барбура его организацию возглавил сенатор Томас Стейплс Мартин (1847—1919). К моменту смерти Мартина молодой сенатор штата Гарри Бёрд уже был восходящей звездой в виргинской политике и Демократической партии. Во время Первой мировой войны он служил в администрации президента Вудро Вильсона, помогая в качестве волонтёра нормировать бензин. В 1916 году Бёрд стал членом Сената Виргинии.
В 1922 году, имея опыт работы в Сенате штата, Бёрд приобрёл известность в масштабах всего штата, противостоя мощному лобби строителей шоссе. В этой борьбе Бёрду помог семилетний опыт работы президентом компании The Valley Turnpike, которая владела Valley Turnpike, 93-мильной (150-километровой) платной дорогой между Уинчестером и Стонтоном. В Генеральной ассамблее Виргинии он боролся против строительства новых дорог за счёт выпуска долговых обязательств штата, опасаясь что штат влезет в долги, что помешает его развитию в будущем.
В 1923 году Бёрд обвинил Ассоциацию подрядчиков шоссейных дорог штата Вирджиния, посчитав, что их деятельность «путём объединения и заключения соглашений может быть очень вредной» для штата. В ответ Ассоциация предъявила Бёрду иск за клевету. Суд отклонил иск, заявив, что критика была законной и возложив на ассоциацию оплату судебных расходов. Публичность помогла Бёрду избраться губернатором Виргинии в ноябре 1925 года, легко победив республиканца Сэмюэля Ходжа. Фактически, в это время Бёрд возглавил новую политическую машину виргинских демократов, сменившую «машину Мартина».

## Структура
Демократическая машина Вирджинии с 1890-х годов жёстко отстаивала превосходство белых, ограничение избирательных прав чернокожих, сбалансированность бюджета и регрессивное налогообложение. После того, как Конституция 1902 года фактически лишила права голоса более половины избирателей, у виргинских демократов почти не было проблем с победой на большинстве выборов в Виргинии.
Дядя Гарри Бёрда по материнской линии, Генри Де Ла Варр Флуд, 14 лет был членом Генеральной ассамблеи штата (1887—1901) и 20 лет членом Палаты представителей США (1901—1921), был одним из лидеров Организации до своей смерти в 1921 году, а отец, Ричард Эвелин Бёрд-старший с 1908 по 1914 годы был спикером Палаты делегатов. Избравшись в 1925 году в возрасте 38 лет губернатором Виргинии, Бёрд, обладая умом и вниманием к деталям, уже вскоре получил контроль над машиной Демократической партии Виргнии. Покинув пост губернатора в 1930 году, Бёрд не ушёл из политики и в 1933 году избрался в Сенат США, где и прослужил до своей отставки в 1965 году.
За сорок лет Бёрд наладил отношения с так называемыми «судейскими кликами», состоящими из конституционных чиновников. В каждом графстве было пять (выборных) конституционных чиновников — шериф, окружной прокурор, секретарь суда, окружной казначей и уполномоченный по доходам. Эти клики предоставляли рекомендации для подходящих кандидатов, и Бёрд определялся с тем кого поддержать на выборах только после тщательных консультаций. Без Бёрда и его Организации шансы кандидатов быть избранными резко снижались, особенно в сельской местности.

### Конституционные поправки
Одним из первых действий Бёрда после вступления в должность губернатора было изменение Конституции Виргинии, чтобы сократить количество выборных должностей в штате до трёх: губернатор, вице-губернатор и генеральный прокурор. Другая поправка требовала, чтобы законодательный орган перераспределял себя каждые десять лет —причём требование предъявлялось без каких-либо подробностей распределения. Этот шаг не только централизовал власть в руках губернатора, но и сократил потенциальные возможности победы на выборах для оппозиции. Несколько мер, принятых задолго до избрания Бёрда, также обеспечили его господство, особенно подушной налог, который не только лишил права голоса чернокожих и бедных белых избирателей, но и сделал электорат Виргинии наименьшим по сравнению с населением в Соединённых Штатах после послевоенного периода. Судейские клики стремились обеспечить своевременную уплату налогов для «надёжных» избирателей, зачастую за три года до выборов. Генеральная ассамблея штата через судей окружных судов контролировала избирательные комиссии, которые принимали решение о праве избирателей голосовать. Хотя Организация так и не смогла установить своё господство в городских районах, явное и преднамеренное неправильное распределение мест в Генеральной ассамблее в пользу сельской части южной Вирджинии и против сильно республиканских юго-западных горных районов, а также городов обеспечило Бёрду господство в штате.

## Фискальный консерватизм
Бёрд сделал налоги на собственность ответственностью исключительно округов и городов. Будучи заинтересован в улучшении дорожной сети, резко увеличил финансирование второстепенных дорог. Когда этого оказалось недостаточно, он пролоббировал принятие закона, согласно которому была создана система второстепенных дорог штата Виргиния и на руководство штата была возложена ответственность за содержание дорог округов (хотя и без аналогичной помощи для независимых городов Виргинии). Эти меры заставили Бёрда казаться прогрессивным политиком на первый взгляд. Тем не менее, финансовая политика Бёрда была принципиально консервативной.
Наибольшей поддержкой Бёрд пользовался среди сельских избирателей в его родной долине Шенандоа, а также в Саутсайде. Избиратели в этих областях были больше заинтересованы в низких налогах и ограниченном правительстве, чем в улучшении государственных услуг (кроме дорог). Бёрд сам признавал, что жители сельской местности, где большинство учеников бросили школу после восьмого класса, чтобы работать на семейной ферме, менее заинтересованы в государственных услугах, таких как образование, чем в более низких налогах. При этом, благодаря усилиям консерваторов, сельские районы Виргинии были лучше представлены в Генеральной ассамблее чем города, благодаря чему расходы штата на душу населения на образование и социальное обеспечение оставались одними из самых низких в стране на протяжении десятилетий.
При Бёрде был внедрён принцип, согласно которому деньги штата не тратились до тех пор, пока не было достаточно налогов и сборов. С одной стороны, это освободило Виргинию накопления долгов, а значит и необходимости их погашать, сделав штат одним из немногих, который оставался платёжеспособным в первые годы Великой депрессии, с другой стороны, подобная политика ограничивала развитие высшего образования и других государственных служб.
Профессор Университета Джорджа Мейсона Уильям Гримс отметил, что «политическая власть Бёрда основывалась на способности назначенных и избранных должностных лиц ограничивать число избирателей и обеспечивать, чтобы немногие ставшие избирателями были сторонниками Организации Бёрда». Меры направленные на ограничение числа избирателей, позволили кандидатам, поддержанным Бёрдом, побеждать, в условиях, когда право голоса имели всего лишь 15 % потенциального электората.

## Сопротивление расовой интеграции
Около 40 лет, с 1930 до 1970, «Организация Бёрда» неизменно выигрывала губернаторские выборы в Виргинии, даже когда традиционный электорат консервативных демократов в 1950-х—1960-х годах стал постепенно переходить на сторону республиканцев. Многие демократы Виргинии начали отдаляться от национальной партии ещё в 1930-х годах из-за «Нового курса» президента-демократа Франклина Рузвельта. Этот процесс только ускорился во время движения за гражданские права, когда Бёрд подготовил проект «Южного манифеста» в противовес решению Верховного суда США по делу «Браун против Совета по образованию». Эта тенденция была особенно заметна в западной Виргинии, родном регионе Бёрда. Несколько округов в этом регионе перестали голосовать за демократов на президентских выборах ещё во времена Рузвельта. Например, округа Хайленд и Шенандоа в последний раз поддержали демократического кандидата на пост президента в 1932 году, округ Пейдж последний раз поддержал демократа в 1936 году, а округа Огаста и Роанок в последний раз голосовали за демократа на выборах 1944 года.
Бёрд возглавил «консервативную коалицию» в Сенате США и выступил вместе с республиканцами против президента Ф. Д. Рузвельта, заблокировав большинство либеральных законов после 1937 года. Бёрд был категорически против расовой десегрегации, выступив против президентов Гарри Трумэна и Джона Кеннеди, несмотря на то, что они были демократами, а также проигравшего кандидата в президенты от Демократической партии Адлая Стивенсона, потому что они выступали против расовой сегрегации. Это было основной причиной, по которой Виргиния с 1952 по 2004 год почти неизменно голосовала за республиканцев на президентских выборах. Единственным исключением стал 1964 год, когда группа влиятельных виргинских демократов, включая губернатора Дж. Линдси Алмонда, председателя Демократической партии Виргинии Сидни Келлама и кандидата в губернаторы Миллса Годвина порвали с Бёрдом, чтобы поддержать Линдона Джонсона. При этом, несмотря на рост популярности республиканцев, консервативные демократы контролировали Генеральную ассамблею Виргинии до середины 1990-х годов.
Некоторые демократы Бёрда, такие как губернаторы Джон Батл и Томас Стэнли, понимая, что сегрегация не может продолжаться вечно, были готовы предпринять осторожные шаги в направлении расовой интеграции. Однако их усилия были прерваны в 1954 году, когда чуть более месяца после решения Верховного суда США по делу «Браун против Совета по образованию», Бёрд поклялся заблокировать любые попытки расовой интеграции в государственных школах Виргинии. В то время как государственный инспектор образования штата пообещал «не бросать вызов Верховному суду», Бёрд заявил, что Виргиния столкнулась с «кризисом первой величины» и назвал решение Верховного суда США «самым серьёзным ударом» в истории прав штатов.
Бёрд провозгласил политику «массового сопротивления» расовой интеграции государственных школ штата, которую он обосновал необходимостью недопущения расового смешения, которое в Виргинии было запрещено Законом о расовой целостности 1924 года. К нему присоединились другой сенатор от Виргинии, Уиллис Робертсон, и большинство членов «Организации Бёрда». Нашёлся у Бёрда и влиятельный союзник в Палате представителей США, где председатель Комитета по процедурным вопросам Говард Ворт Смит не позволил многим законопроектам о гражданских правах даже прийти на голосование. Губернатор Стэнли присоединился к Бёрду и Гарленду Грею, главе Демократической фракции в Сенате Виргинии, и учредил Комиссию штата Виргиния по народному образованию, которая стала называться «Комиссией Грея», для разработки и принятия ряда законов, известных как «план Стэнли», необходимых для реализации программы «массового сопротивления», объявленной в 1956 году.
После того, как закон о закрытии школ Виргинии был признан неконституционным в январе 1959 года, Генеральная ассамблея отменила закон об обязательном посещении школ. Когда журналист Эд Марроу представил в телевизионной сети CBS программу «The Lost Class of '59», которая была посвящена программе «массового сопротивления» и закрытию государственных школ в нескольких населённых пунктах Виргинии, это вызвало национальное возмущение.
К 1960 году региональные и федеральные суды отменили большинство законов «плана Стэнли». В ответ преемник Стэнли на посту губернатора Дж. Линдсей Алмонд-младший разработал несколько новых законов, в которых был реализован чрезвычайно постепенный процесс десегрегации, широко известный как «пассивное сопротивление». Расовая интеграция государственных школ привела к тому, что большинство белых в городах с многочисленным чёрным населением перевели своих детей из публичные школ в частные или переехали в новые пригороды в соседних сельских (и преимущественно белых) округах.
Неудача «массового сопротивления» заставила некоторых сподвижников Бёрд понять, что дальнейшее сопротивление расовой интеграции бессмысленно. Например, в 1963 году, когда школьное правление округа Принс-Эдвард отказалось возобновить работу школ, губернатор Альбертис Харрисон посоветовал членам совета выполнить постановление суда о возобновлении работы, если только они не готовы к судебному преследованию. Ранее Харрисон, занимая пост генерального прокурора штата, фактически руководил борьбой с «массовым сопротивлением», добиваясь выполнения судебных решений. Ряд сподвижников Бёрда, таких как губернатор Миллс Годвин, приложили усилия, чтобы привлечь на свою сторону чернокожих избирателей. В результате, выдвижение Годвина в 1965 году на пост губернатора было одобрено Национальной ассоциации содействия прогрессу цветного населения. Однако сам Бёрд, Робертсон, Смит, Грей и некоторые другие продолжали выступать против любой формы расовой интеграции.

## Наследие
Сопротивление Организации Бёрда федеральной политике десегрегации в 1950-х годах значительно повлияла на формирование социального, экономического и политического ландшафта Виргинии в XXI веке. Поднятое Бёрдом и его соратниками «массовое сопротивление» на много лет вперёд ухудшило межрасовые отношения, убедив чёрных, что белые политики не будут относиться к ним справедливо и что суды — единственная ветвь власти, которой они могут доверять. В свою очередь, нереалистичные обещания Бёрда сохранить сегрегацию, оказало негативное влияние и на консервативно настроенных белых избирателей. Когда лидеры штата в конечном итоге не смогли заблокировать расовую интеграцию, это заставило многих белых граждан скептически относиться ко всем обещаниям политиков. Массовое сопротивление также отвлекло Виргинию от задачи улучшения системы образования, отвлекая деньги и внимание от реальных потребностей давно недофинансированных государственных школ штата на частные школы, так называемые «сегрегационные академии», в которых учились исключительно белые. Это также нанесло ущерб экономическому развитию Виргинии, заставив национальные корпорации стараться по минимуму инвестироваться в штат, который к 1960-м годам, как и остальная часть Юга, всё больше и больше воспринимался как культурное захолустье, в том числе из-за законов Джима Кроу. Сегрегационная риторика Бёрда, Робертсона и Смита в Вашингтоне и демократов в правительстве штата, включая губернатора Алмонда, ещё больше запятнала имидж штата.
К 1970-м годам массовый исход белых в пригороды и соседние округа сделали городские школы Ричмонда преимущественно чёрными. В январе 1972 года федеральный судья Роберт Меридж постановил, что белых учеников из пригородов в соседних округах Хенрайко и Честерфилд нужно будет отправлять в городские школы Ричмонда, чтобы уменьшить высокий процент чернокожих учащихся в государственных школах Ричмонда. 6 июня 1972 года Апелляционный суд четвёртого округа отменил одно из постановлений Мериджа, запретив большинство схем десегрегации, при которых учащиеся пересекали границы округов и городов, что фактически положило конец попыткам расовой интеграции школ в Виргинии путём басинга.
В отличие от большинства штатов США, в Виргинии есть независимые города, которые не являются частью окружающих округов и, следовательно, имеют отдельные школьные системы. Результатом является де-факто сегрегация, когда большинство школ в городах Виргинии, таких как Ричмонд, Питерсберг и Ньюпорт-Ньюс, преимущественно чёрные, а школы в соседних пригородных округах преимущественно белые. Во многих сельских округах Виргинии частные школы, многие из которых были основаны как средство сохранения сегрегации, по-прежнему служат де-факто школьной системой для белых детей, в то время как большинство чернокожих посещают государственные школы.
Большинство сегрегационных академий, основанных в Виргинии во время «массового сопротивления», продолжают процветать и сейчас, более полувека спустя, и некоторые из них, такие как Академия Хэмптон-Роудс, Школа Фукуа, Академия Нансемонда-Саффолка и Академия Айл-оф-Уайт, продолжают расширяться в XXI веке. Так, в Академии Айл-оф-Уайт в 2017—2018 годах училось 653 человека, из которых 621 были белыми (95 %). Академия Нансемонд-Саффолк имеет годовой бюджет в $11 млн, два кампуса общей площадью около 17,5 тыс. м² и 50 спортивных команд. Все эти школы к концу 1980-х годов официально провозгласили политику недискриминации и приняли чернокожих учеников, получив право, как и другие частные школы, право на федеральное финансирование через так называемые титульные программы, которые проходят через школьные округа. Однако лишь немногие чернокожие могут позволить себе высокую стоимость обучения, чтобы отправить своих детей в эти частные школы. В некоторых случаях их связь со «старыми деньгами» и прошлой дискриминацией всё ещё вызывает некоторую напряженность в обществе, особенно среди небелых и учащихся местных государственных школ. Их расистское прошлое может привести к тому, что темнокожие родители, которые могут позволить себе обучение, неохотно записывают своих детей в эти школы.
Отказ большинства белых в сельских округах Виргинии от государственных школ и бегство белых из городов, где проживает чернокожее большинство, в пригороды после провала «массового сопротивления», в конечном итоге привело к тому, что государственные школы в Виргинии стали расово и экономически изолированными. В целом, по состоянию на 2016 год в этих изолированных школах обучалось 74 515 учеников, включая 17 % всех чернокожих учащихся в государственных школах штата и 8 % всех испаноязычных учащихся. Напротив, лишь менее 1 % неиспаноязычных белых учащихся Виргинии посещали эти изолированные школы. Многие из этих изолированных школ — городские школы Ричмонда, Норфолка, Питерсберге, Роанока и Ньюпорт-Ньюс.

## Финал
В 1965 году Гарри Бёрд-старший из-за опухоли мозга покинул Сенат США и через год скончался. Его старший сын, Гарри-младший, сенатор штата, стал преемником отца, после того как губернатор Альбертис Харрисон-младший назначил его сенатором США.
Незадолго до смерти Гарри-старшего Организация Бёрда понесла первые тяжёлые потери, когда два из давних союзников Гарри-старшего проиграли на демократических праймериз более либеральным претендентам. Уиллис Робертсон, 20 лет представлявший Виргинию в Сенате США, был побеждён сенатором штата Уильямом Спонгом-младшим, которого президент Линдон Джонсон лично убедил выступить против Робертсона. Джонсон был возмущён оппозицией Робертсона законам о гражданских правах и об избирательных правах. Вторым проигравшим был конгрессмен Говард Ворт Смит, 36 лет представлявший Виргинию в Палате представителей, он уступил члену Палаты делегатов Виргинии Джорджу Ролингсу. В то время как Спонг одержал в ноябре победу на выборах в Сенат, Ролингс потерпел поражение от консервативного республиканца Уильяма Л. Скотта, получившего поддержку многих консервативных демократов. Сильный удар по Организации Бёрда нанесли ряд решений Верховного суда, установивших обязательность принципа «Один человек — один голос» на выборах законодательных органов штатов, Таким образом, сельские округа лишились своих преимуществ перед городскими, что много лет обеспечивало власть Организации Бёрда.
Организация Бёрда окончательно распалась в 1969 году, когда раскол в Демократической партии зашёл настолько далеко, что Линвуд Холтон-младший смог стать первым после завершения Реконструкции Юга республиканским губернатором штата. Год спустя республиканцы выиграли шесть из десяти округов штата — впервые после Реконструкции им удалось стать большинством в делегации Виргинии в Конгрессе. По иронии судьбы, одним из округов, превратившихся в республиканский, был 7-й округ, родной округ Бёрда. На смену Холтону в 1974 году пришёл Миллc Годвин, бывший демократ и видный член организации Бёрда, ставший республиканцем. (Годвин дважды занимал должность губернатора и в свой первый срок (1966—1970) был демократом, последним из членов Организации Бёрда, занимавшим высшую должность в штате.) Тем временем, несмотря на конец Организации, Гарри Бёрд-младший, который покинул Демократическую партию в 1970 году, объявив себя независимым демократом, переизбирался в Сенат США вплоть до своей отставки в 1983 году.

### Комментарии
1. ↑  Указаны годы, когда организацию возглавил Гарри Бёрд-старший. В то же время политическая машина консервативных демократов Виргинии была создана ещё в конце 1880-х годов Джоном Барбуром-младшим[англ.]. Позднее она несколько раз перестраивалась и меняла название, пока её не возглавил Гарри Бёрд-старший